# Belägringen av Kokenhusen (1625)
Belägringen av Kokenhusen var en svensk belägring av Kokenhusen stad och slott år 1625. Belägringen varade mellan 5 juli och 14 juli 1625 och slutade med att svenskarna under befäl av Gustav II Adolf erövrade Kokenhusen.

## Bakgrund
Sommaren 1625 beslöt Gustav II Adolf att invadera Livland efter tre års stillestånd med Polen-Litauen. Han lämnade Sandhamn den 28 juni och anlände den 30 juni vid Dünaflodens utflöde. Från flottan beslutade han att Kokenhusen, en av Livland viktigaste fästningar, måste erövras. Johan Banér skickades den 2 juli mot Kokenhusen med en mindre här, följd av den svenska flottan, vilken fördes över Dünafloden med arméns artilleri och förråd ombord. Vid Keggum stannade flottan och svenskarna slog läger medan Gustav II Adolf gick mot Kokenhusen med huvudhären och artilleriet.

## Belägringen
Efter att Johan Banérs förtrupp anlände erövrades inom kort staden. De sapperade sedan under förborgen, vilket tvingade besättningen att överge denna och ta sig in i slottet. Svenskarna tillverkade sedan batterier, men innan artilleriet kom fram kunde belägringen inte fullföljas. Gustav II Adolf avmarscherade mot Kokenhusen den 5 juli med huvuddelen av sin armé samt dess artilleri. Efter att ha skjutit ett fåtal skott mot slottet överlämnades den 14 juli Kokenhusen till svenskarna.